# Christianisation de l'Ibérie
La christianisation de l'Ibérie fait référence à la propagation du christianisme au début du IVe siècle par le sermon de sainte Nino dans l'ancien royaume géorgien dans le territoire du Karthli, connu sous le nom d'Ibérie dans l'Antiquité classique, ce qui a conduit à le déclarer comme religion d'État par le roi Mirian III d'Ibérie.

## Historique
Selon Sozomène, cela a conduit la « grande nation barbare guerrière du roi à confesser le Christ et à renoncer à la religion de leurs pères », car les Géorgiens polythéistes avaient des idoles anthropomorphes établies de longue date, connues sous le nom de Dieux de Kartli (ka). Le roi deviendrait le commanditaire principal, l'architecte, l'initiateur et le pouvoir organisateur de tous les processus de construction. Selon Socrate de Constantinople, les « Ibères ont d'abord embrassé la foi chrétienne » aux côtés des Abyssins, mais très probablement Kartli deviendrait un deuxième État après le Royaume d'Arménie, son voisin méridional de longue date, qui a officiellement embrassé la nouvelle religion. Les monarques arménien et géorgien ont été parmi les premiers au monde à se convertir à la foi chrétienne. Avant l'escalade de la rivalité ecclésiastique arméno-géorgienne et les controverses christologiques, leur christianisme caucasien était extraordinairement inclusif, pluraliste et flexible qui n'a vu que les hiérarchies ecclésiologiques rigides établies beaucoup plus tard, en particulier en tant qu'Églises « nationales » cristallisées à partir du VIe siècle. Malgré l'immense diversité de la région, le processus de christianisation était un phénomène pan-régional et interculturel dans le Caucase, les zones les plus énergétiques et cosmopolites d'Eurasie tout au long de l'Antiquité tardive, suffisamment difficiles pour placer les Géorgiens et les Arméniens sans équivoque dans n'importe quelle civilisation majeure. Les Juifs de Mtskhéta, la capitale royale de Kartli, qui ont joué un rôle important dans la christianisation du royaume, donneraient une forte impulsion pour approfondir les liens entre la monarchie géorgienne et la Terre Sainte conduisant à une présence croissante des Géorgiens en Palestine, comme le confirment les activités de Pierre l'Ibère et d'autres pèlerins, y compris les plus anciennes inscriptions géorgiennes de Bir el Qutt, trouvées dans le désert de Judée aux côtés des graffitis des pèlerins de Nazareth et du Sinaï,.

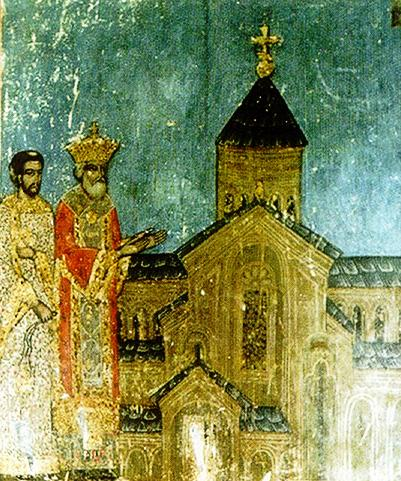
Représentation du Mirian III, premier roi géorgien converti au christianisme devant la cathédrale de Svétitskhovéli.

L'Ibérie était un facteur dans une diplomatie compétitive des empires romain et sassanides, et est parfois devenu un acteur majeur dans les guerres par procuration entre les deux empires. L'Ibérie, une monarchie géorgienne, qui partageait de nombreuses institutions et concepts avec les Iraniens voisins, étant physiquement connectée à leur « Commonwealth iranien » depuis la période achéménide par le commerce, la guerre ou le mariage, son adoption du christianisme signifiait que le roi Mirian III fit un choix culturel et historique avec de profondes implications internationales, bien que sa décision n'ait jamais été liée aux initiatives diplomatiques romaines. Iberia, architecturalement et artistiquement enracinée dans la culture achéménide, depuis son établissement de l'ère hellénistique jusqu'à la conversion de la couronne, s'est lancée dans un nouveau processus en plusieurs phases qui a duré des siècles,, englobant l'ensemble des Ve, VIe et début du VIIe siècles, résultant en l'émergence d'une forte identité géorgienne.
À la veille de la christianisation historique, le roi et la reine se sont rapidement acculturés en étrangers géorgiens, la fusion physique des cultures iranienne et grecque, sainte Nino, également étrangère, les deux premiers évêques en chef de Kartli, aussi des étrangers, des Grecs, envoyés par l'empereur Constantin le Grand. Ce n'est que dans la première moitié du VIe siècle que les Géorgiens s'emparèrent définitivement des plus hauts postes ecclésiastiques, mais des étrangers comme les Grecs, les Iraniens, les Arméniens et les Syriens continueraient à jouer un rôle de premier plan dans l'administration de l'Église géorgienne.

## Christianisation par un apôtre
Même si l'Ibérie a officiellement embrassé le christianisme au début du IVe siècle, l'Église orthodoxe géorgienne revendique une origine apostolique et considère André comme le fondateur de l'Église géorgienne, également soutenue par certaines sources byzantines. Ephrem Mtsire (en) expliquera plus tard le rôle de sainte Nino avec la nécessité du "second baptême" d'Ibérie. Des artefacts archéologiques confirment la propagation du christianisme avant la conversion du roi Mirian III au IVe siècle : certaines sépultures datant du IIIe siècle en Géorgie comprennent des objets chrétiens tels que des chevalières avec une croix et un ichthus, attestant clairement de leur affiliation chrétienne. Cela signifie que les Ibères de la classe supérieure avaient déjà embrassé le christianisme bien avant sa date d'adoption officielle en tant que religion d'État.